# Stanislav Zela
Stanislav Zela (Horní Nětčice, 12 luglio 1893 – Radvanov, 6 dicembre 1969) è stato un vescovo cattolico ceco.

## Biografia
Stanislav Zela nacque a Horní Nětčice il 12 luglio 1893.

### Formazione e ministero sacerdotale
Il 5 luglio 1917 fu ordinato presbitero per l'arcidiocesi di Olomouc. Per molti anni prestò servizio come cerimoniere e segretario degli arcivescovi Lev Skrbenský Hříště, Antonín Cyril Stojan e Leopold Prečan. Nel 1926 si laureò in teologia. Nel 1935 venne nominato monsignore. Nel 1939 fu arrestato per le sue posizioni anti-naziste e trascorse tre mesi in un campo di concentramento. Successivamente fu sottoposto a continui controlli e violenze da parte della Gestapo. Nel 1938 venne nominato canonico non residente della cattedrale di San Venceslao a Olomouc. Nel 1940 divenne canonico effettivo.

### Ministero episcopale

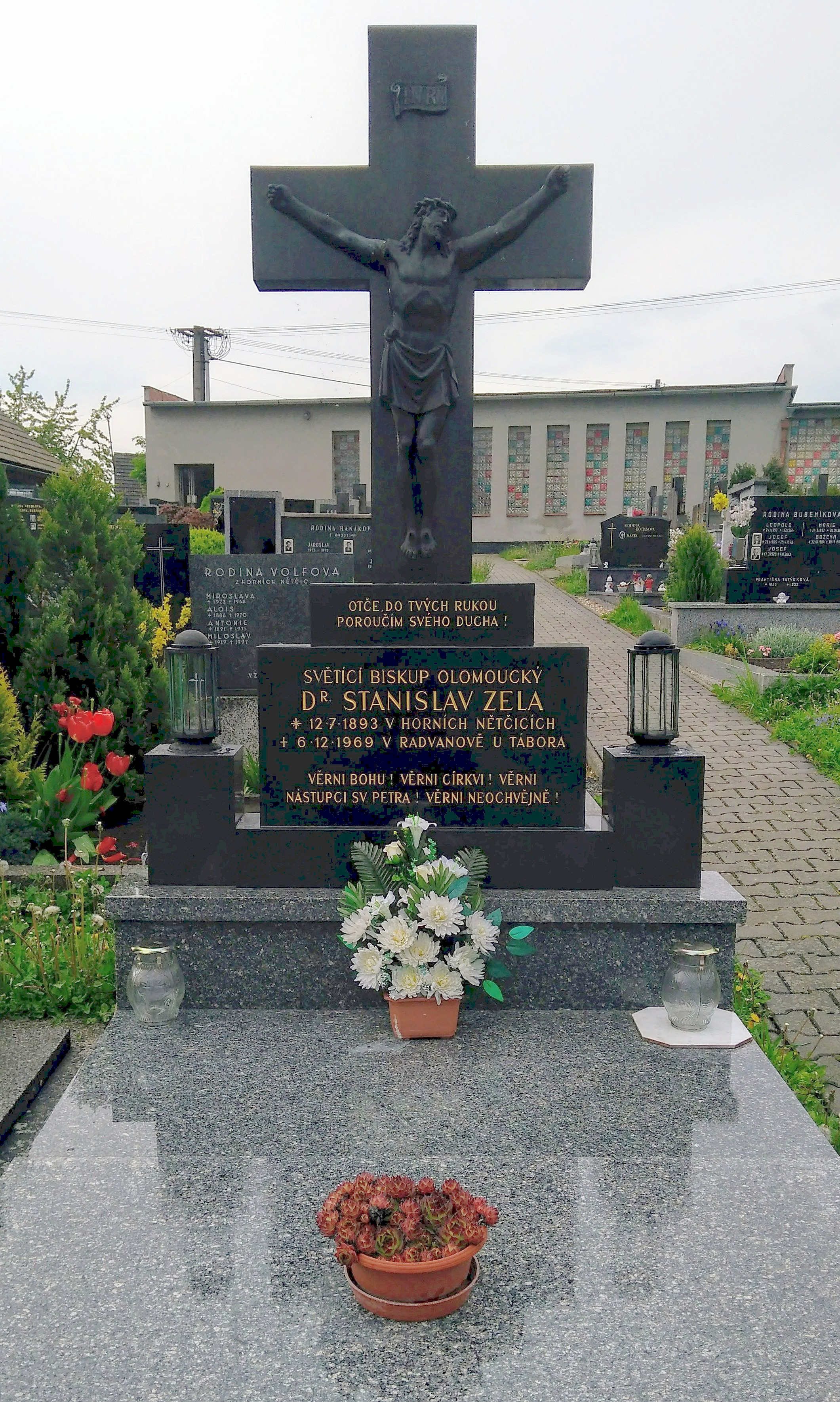
Tomba di monsignor Stanislav Zela nel cimitero di Soběchleby.

L'11 ottobre 1940 papa Pio XII lo nominò vescovo ausiliare di Olomouc e titolare di Arpasa. Ricevette l'ordinazione episcopale il 14 settembre successivo dall'arcivescovo metropolita di Olomouc Leopold Prečan, co-consacranti il vescovo ausiliare della stessa arcidiocesi Josef Schinzel e il vescovo di Hradec Králové Mořic Pícha.
Tra il 1947 e il 1948 fu vicario capitolare. Nel 1948 il nuovo arcivescovo Josef Karel Matocha lo nominò vicario generale.
Nel luglio nel 1950 fu arrestato. Nel dicembre successivo venne condannato a 25 anni di carcere in un processo farsa. Fu rilasciato nel 1963 e trascorse il resto della sua vita agli arresti domiciliari nella casa della carità di Radvanov. Nel giugno del 1969 la sentenza contro di lui fu annullata in toto.
Morì a Radvanov il 6 dicembre 1969 all'età di 76 anni. È sepolto nel cimitero di Soběchleby.

## Opere
- Saul - povahopis genetický, tesi di dottorato inedita, 1926.
- Náboženské poměry v Olomouci za biskupa Marka Kuena (1553–1565), Olomouc, pubblicato a proprie spese, 1931.

## Genealogia episcopale
La genealogia episcopale è:
- Cardinale Scipione Rebiba
- Cardinale Giulio Antonio Santori
- Cardinale Girolamo Bernerio, O.P.
- Arcivescovo Galeazzo Sanvitale
- Cardinale Ludovico Ludovisi
- Cardinale Luigi Caetani
- Cardinale Ulderico Carpegna
- Cardinale Paluzzo Paluzzi Altieri degli Albertoni
- Papa Benedetto XIII
- Papa Benedetto XIV
- Cardinale Enrico Enriquez
- Arcivescovo Manuel Quintano Bonifaz
- Cardinale Buenaventura Córdoba Espinosa de la Cerda
- Cardinale Giuseppe Maria Doria Pamphilj
- Papa Pio VIII
- Papa Pio IX
- Cardinale Gustav Adolf von Hohenlohe-Schillingsfürst
- Arcivescovo Salvatore Magnasco
- Cardinale Gaetano Alimonda
- Cardinale Teodoro Valfrè di Bonzo
- Arcivescovo František Kordač
- Arcivescovo Leopold Prečan
- Vescovo Stanislav Zela